# ホロフェルネスの首を持つユディト (ルーベンス)
『ホロフェルネスの首を持つユディト』（ホロフェルネスのくびをもつユディト、独: Judith mit dem Haupt des Holofernes、英: Judith with the Head of Holofernes）は、フランドルのバロック期の巨匠ピーテル・パウル・ルーベンスが1616年ごろにキャンバス上に油彩で制作した絵画である。『旧約聖書』「外典」の「ユディト記」に登場する女性ユディトを主題としている。作品は現在、ブラウンシュヴァイクにあるアントン・ウルリッヒ公爵美術館に所蔵されている。

## 主題
「ユディト記」によれば、イスラエルの町べトゥリアにはユディトと呼ばれる若い未亡人がいた。当時、アッシリアの司令官ホロフェルネスは周辺国を征服し、べトゥリアを包囲した。彼は井戸を占拠し、住民の水源を抑えるという非道な戦術を取る。この時、ユディトは喪服を脱ぎ、侍女を1人伴うだけで敵の陣地に乗り込んでいった。ホロフェルネスのもとに身を寄せた彼女は、「ベトゥリアを見限ったので、私が町を案内しましょう」と彼に嘘をつき、信用させる。ホロフェルネスはユディトの美貌に魅了され、彼女と酒をともにしているうちに眠りこけてしまう。彼女は隠し持っていた刀で彼の首を切り落とすと、袋に入れてべトゥリアの町に凱旋した。翌日、司令官ホロフェルネスを失ったアッシリア軍は戦意を失い、逃げ去ったので、べトゥリアは救われることになった。

## 作品
ユディトとホロフェルネスの主題は、悪に対する美徳の勝利として取り上げられ、初期ルネサンスのドナテッロの彫刻『ユディトとホロフェルネス』 (パラッツォ・ヴェッキオ、フィレンツェ) もそうした例の1つである。一方で、この主題はルネサンスからバロックにかけてサムソンとデリラの主題同様、女が男の破滅を引き起こす見地から官能的に、また劇的に表現される場合も多かった。
とりわけカラヴァッジョ派の画家たちはこの主題を愛好し、ルーベンスの1610年代の2点の『ユディト』 (本作以外の1点は現存しない) は強烈な明暗の対比および女主人公の若々しく力強い美しさを引き立てる老婆の描写において、カラヴァッジョ派の影響下に描かれたことは明らかである。 現存しない絵画はコルネリス・ハレ (父)  の版画によって知られるのみであるが、ユディトがホロフェルネスの首を斬る場面が描かれ、出来事の凄惨性が目立つ。それに対して、本作では、乳房を露わにした美女の凄絶な姿を通して、物語に内在するエロティシズムが強調されている。ルーベンスが1610年代後半から用いた大まかな筆触が、肌や衣装の手触りを的確に表現すると同時に、夜の静寂を満たしている熱を帯びた雰囲気を効果的に暗示している。

## ギャラリー

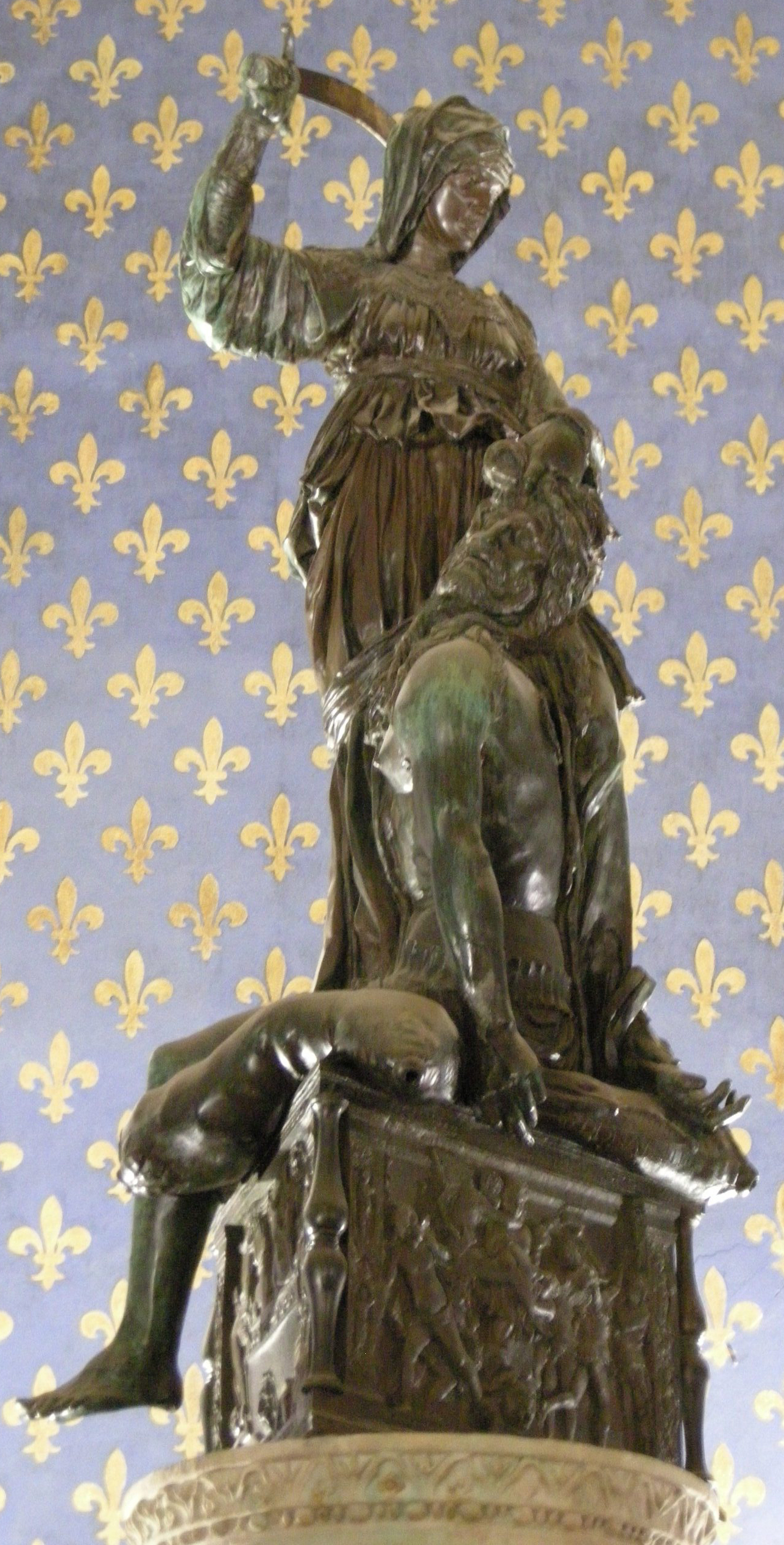
ドナテッロ『ユディトとホロフェルネス（英語版）』(1457-1464年)、 パラッツォ・ヴェッキオ、フィレンツェ
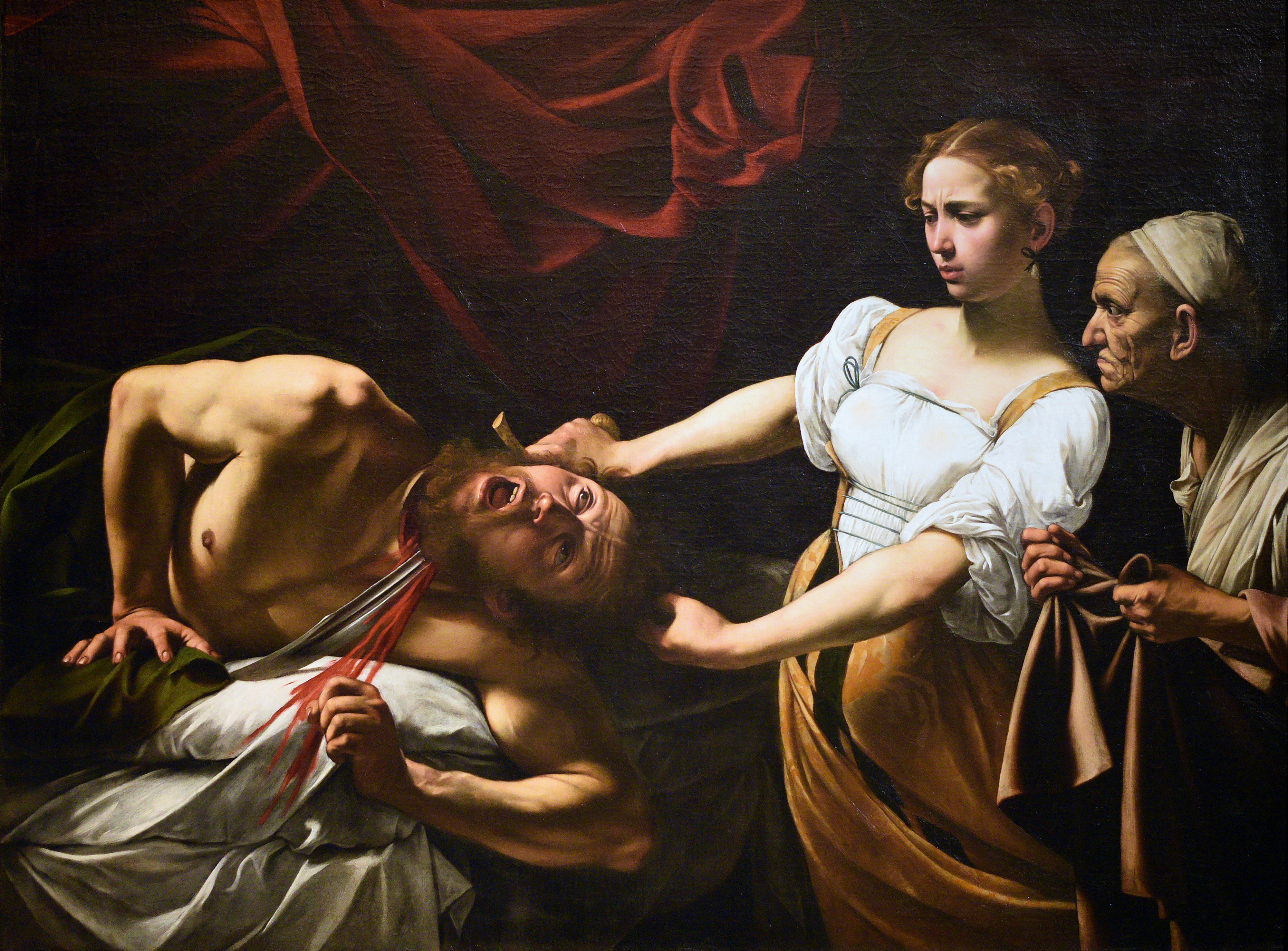
カラヴァッジョ『ホロフェルネスの首を斬るユディト』 (1598-1599年ごろ)、バルベリーニ宮国立古典絵画館、ローマ
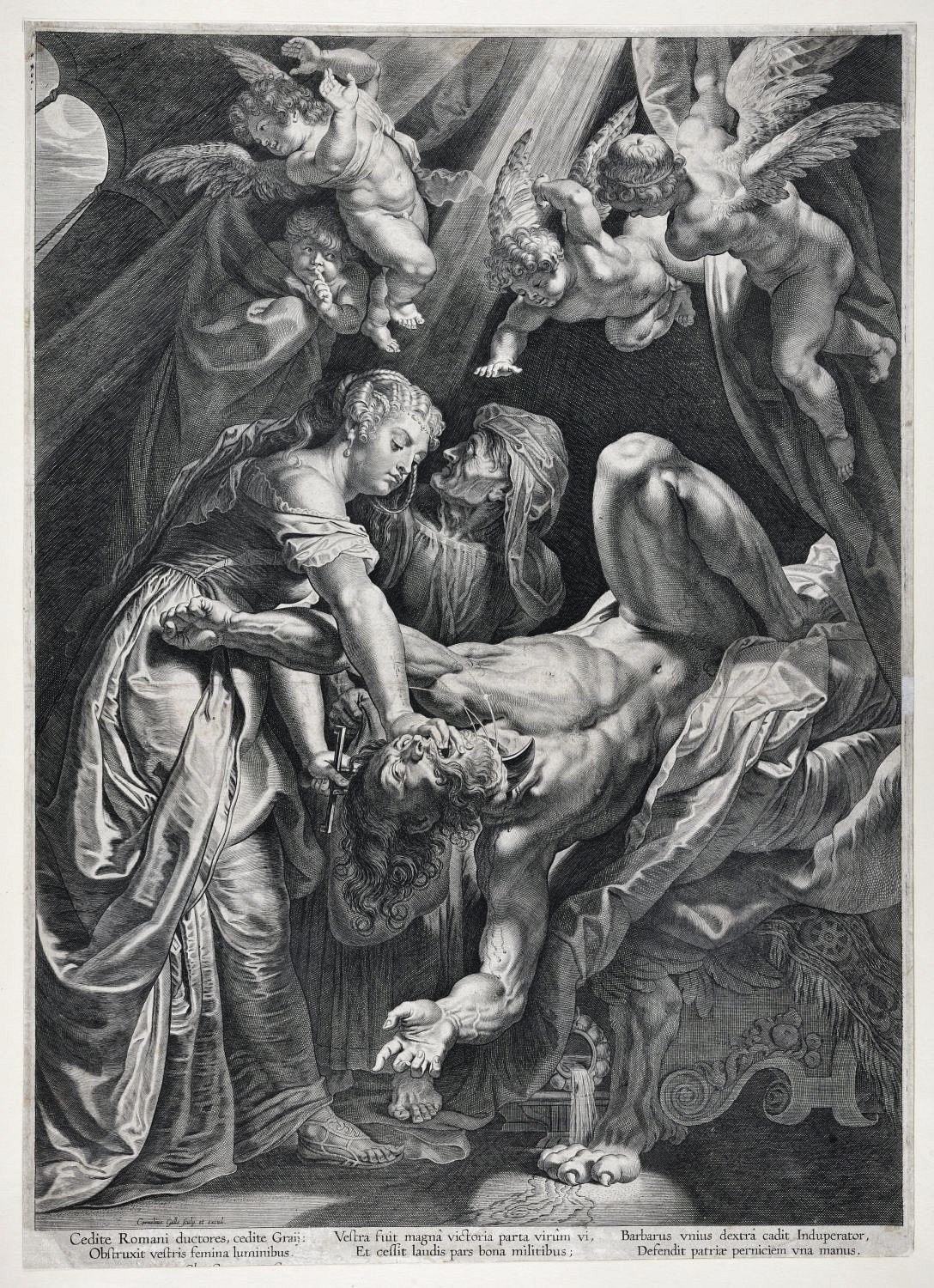
コルネリス・ハレ (父) （英語版）の版画『ホロフェルネスの首を斬るユディト』 (1610年ごろ)